# Jacksonville (Alabama)
Jacksonville város az USA Alabama államában, Calhoun megyében. Lakosainak száma 14 385 fő (2020. április 1.).

## Népesség
A település népességének változása:

| 2010 | 12 548 |
| 2020 | 14 385 |